# Charley Taylor
Charles Robert Taylor (* 28. September 1941 in Grand Prairie, Texas; † 19. Februar 2022 ebenda) war ein US-amerikanischer American-Football-Spieler und -Trainer. Er spielte als Halfback und Wide Receiver in der National Football League (NFL) bei den Washington Redskins.

## Jugend
Charley Taylor wurde als Sohn einer Restaurantbesitzerin geboren. Sein Stiefvater war Mechaniker in der Flugzeugindustrie. Er hat noch sechs Geschwister und besuchte in seiner Geburtsstadt die High School, wo er als Footballspieler und Leichtathlet aktiv war. In einer unterklassigen Liga spielte er während seiner Schulzeit Baseball. Aufgrund seiner sportlichen Leistungen wurde er im Football und in der Leichtathletik in die Staatsauswahl von Texas gewählt.

## Spielerlaufbahn

### Collegekarriere
Nach seinem Schulabschluss erhielt Charley Taylor von der Arizona State University (ASU), als auch von der University of Southern California (USC) Sportstipendien angeboten. Als er feststellte, dass er in Kalifornien auf starke Konkurrenz stoßen würde, entschloss er sich zum Studium in Arizona. Von der Collegemannschaft der ASU, den Arizona State Sun Devils wurde er von 1961 bis 1963 als Runningback und Defensive Back eingesetzt. Während seiner Spielzeit in Tempe wurde er zweimal zum All-American gewählt und wurde für mehrere Collegeauswahlspiele nominiert. Im Jahr 1961 gewann seine Mannschaft den Conference-Titel. In der Baseballmannschaft seines Colleges spielte er unter anderem als Pitcher. Aufgrund einer Knieverletzung musste er seine Baseballlaufbahn vorzeitig beenden. Taylor wurde von seinen Kollegen wegen seiner sportlichen Leistungen insgesamt dreimal ausgezeichnet.

### Profikarriere
Charley Taylor wurde 1964 von den Washington Redskins in der ersten Runde an dritter Stelle gedraftet. Auch die Houston Oilers aus der Konkurrenzliga American Football League (AFL) drafteten ihn in der zweiten Runde an neunter Stelle. Taylor entschloss sich jedoch einen Vertrag bei den Redskins zu unterschreiben. Im selben Jahr verpflichteten die Redskins Sonny Jurgensen als Quarterback. Taylor kam in den ersten beiden Spieljahren in Washington, D.C. als Halfback zum Einsatz, wobei er von Jurgensen auch als Passempfänger eingesetzt wurde. Seine 53 Passfänge im Jahr 1964 waren zu diesem Zeitpunkt Ligarekord. 1966 verpflichteten die Redskins Otto Graham als Head Coach. Graham, der Taylor während dessen Spielzeit am College im Rahmen eines Auswahlspiels scharf kritisiert hatte, wechselte Taylor auf die Position eines Wide Receivers. Während Taylor auch auf dieser Position überdurchschnittliche Leistungen erbrachte, 1966 und 1967 fing er die meisten Pässe in der Liga, blieb die Mannschaft aus Washington ein mittelmäßiges Team. Graham wurde 1969 durch Vince Lombardi ersetzt. Nach dessen Tod übernahm zunächst Bill Austin und ab 1971 George Allen das Traineramt. Allen gelang es aus den Redskins ein Spitzenteam zu formen. 1972 konnte Taylor zum ersten Mal in die Play-offs einziehen, nachdem er die Play-offs 1971 noch aufgrund einer Verletzung versäumt hatte. Gegner im NFC Championship Game waren die von Tom Landry betreuten Dallas Cowboys, die mit 24:20 besiegt wurden. Taylor trug zwei Touchdowns zum Sieg seiner Mannschaft bei. Dem Sieg folgte eine 14:7-Niederlage im Super Bowl VII gegen die Miami Dolphins. Auch in den folgenden beiden Jahren zog Taylor mit seiner Mannschaft in die Play-offs ein, wo sein Team allerdings immer in der ersten Runde scheiterte. Aufgrund einer Verletzung verpasste Charley Taylor die gesamte Saison 1976. In der Saison 1977 erhielt er nur wenig Einsatzzeit und beendete nach dieser Spielrunde seine Spielerlaufbahn. Mit 649 gefangenen Pässe war er Rekordhalter in der NFL.

## Trainerlaufbahn
Unmittelbar nach seiner Spielerlaufbahn heuerte Taylor als Scout bei den Washington Redskins an. Im Jahr 1981 wurde er Assistenztrainer des neuen Trainers der Redskins, Joe Gibbs. Mit ihm sollte er bis 1994 erfolgreich zusammenarbeiten. Er betreute unter anderem die Pro-Bowl-Spieler Art Monk und Gary Clark. Als Verantwortlicher für die Wide Receiver des NFL-Teams konnte er dreimal den Super Bowl gewinnen – Super Bowl XVII, Super Bowl XXII und Super Bowl XXVI.

## Nach der Laufbahn
Nach Beendigung seiner Trainerlaufbahn im Jahr 1994 zog er sich in die Privatwirtschaft zurück und verkaufte unter anderem Boote in Annapolis. Außerdem war er nach wie vor als Berater der Washington Redskins tätig. Taylor war verheiratet, hatte drei Kinder und lebte in Reston, Virginia. Taylor verstarb am 19. Februar 2022 im Alter von 80 Jahren.

## Ehrungen
Charley Taylor spielte achtmal im Pro Bowl und wurde zehnmal zum All-Pro gewählt. Taylor wurde 1964 zum NFL Rookie of the Year gewählt, er ist Mitglied in der Pro Football Hall of Fame und im NFL 1960s All-Decade Team. Sein College hat ihn in die Arizona State University Athletic Hall of Fame aufgenommen und ehrte ihn auf dem Sun Devil Ring of Honor. Die Redskins bezeichnen ihn als einen ihrer 70 besten Spieler aller Zeiten.